# Soumaya Akaaboune
Soumaya Akaaboune, née le 16 février 1974 à Tanger (Maroc), est une actrice marocaine. Elle joue en arabe, français, anglais et espagnol.

## Biographie
Tangéroise (dont la mère est styliste et costumière de films), Soumaya Akaaboune s'est formée par la danse classique et la chorégraphie. Elle quitte le Maroc à l'âge de quatorze ans pour rejoindre la compagnie fondée à Bruxelles par Maurice Béjart, Mudrā. Par la suite, elle fait du mannequinat, prend des cours de théâtre à Los Angeles au Loft Studio afin de se diriger vers le cinéma. Elle est l'épouse du réalisateur américain Peter Rodger (réalisateur entre autres de la deuxième équipe de Hunger Games), dont elle a un fils, prénommé Jazz. Le couple vit à Los Angeles. Le 23 mai 2014, le beau-fils de Soumaya Akaaboune, Elliot Rodger âgé de 22 ans, fait six morts et treize blessés dans une équipée meurtrière à Isla Vista, près du campus de l'université de Californie à Santa Barbara, avant de se suicider. Elliot Rodger avait prévu de la tuer elle aussi. Après cette épreuve, elle retourne au Maroc fin 2014,. 
Le public marocain la redécouvre en 2015-2016 dans un feuilleton télévisé, Waadi très populaire (sept millions de téléspectateurs pour chaque épisode), où elle interprète Fettouma, une femme élégante et bourgeoise.

## Filmographie

### Cinéma
- 1987 : Dernier Été à Tanger d'Alexandre Arcady : la fleuriste
- 1999 : Esther de Raffaele Mertes (téléfilm) : la première femme du harem
- 1999 : Chroniques marocaines de Moumen Smihi
- 2010 : When the Voices Fade (court-métrage, 22 min) d'Erika Cohn : Leila[11]
- 2010 : Green Zone de Paul Greengrass : Sanaa[12]
- 2012 : Love Coach de Gabriele Muccino : Aracelli[13]
- 2013 : Lovelace de Rob Epstein et Jeffrey Friedman : la première féministe
- 2013 : Djinn de Tobe Hooper : la conseillère
- 2017 : Prendre le large de Gaël Morel : Mme Saïni
- 2017 : Looking for Oum Kulthum de Shirin Neshat

### Télévision
- Soumaya Akaaboune est l'une des Vraies Housewives, émission de téléréalité diffusée au printemps 2013 sur NT1[6].
- 2015-2016 : Waadi de Yassine Ferhane, feuilleton à la télévision marocaine[4], Fettouma[10]